# 布吕内蒙
布吕内蒙（法語：Brunémont，法語發音：[bʁynemɔ̃]）是法国上法兰西大区北部省的一个市镇，位于该省中部偏东南，属于杜埃区。

## 地理
布吕内蒙（50°16'23"N, 3°8'21"E）面积1.95 平方千米，位于法国上法蘭西大區北部省，该省份为法国最北部的省份及最长的省份，西北濒北海，西接加来海峡省，南至埃纳省和索姆省，东与比利时接壤。
与布吕内蒙接壤的市镇（或旧市镇、城区）包括：比尼库尔、瓦西勒韦尔热、阿尔勒、欧比尼欧巴克。

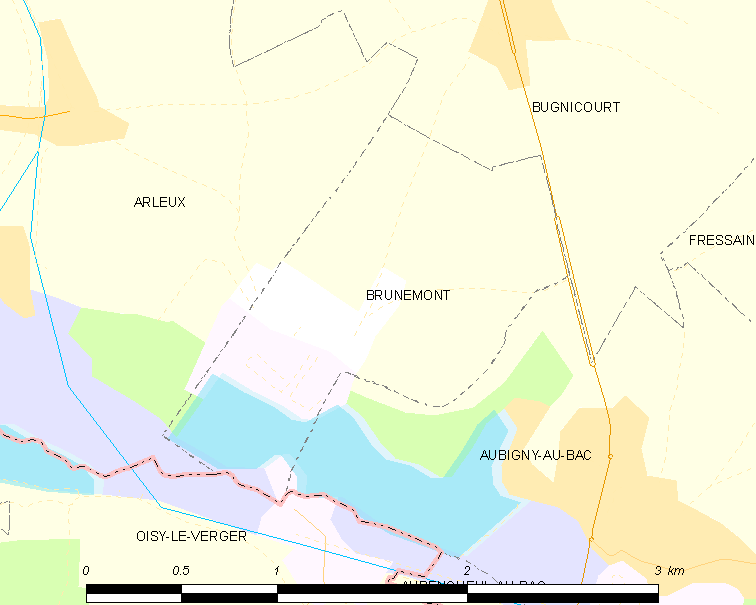
布吕内蒙的OSM定位图

布吕内蒙的时区为UTC+01:00、UTC+02:00（夏令时）。

## 行政
布吕内蒙的邮政编码为59151，INSEE市镇编码为59115。

## 政治
布吕内蒙所属的省级选区为阿尼什县。

## 人口

1962-2008年间布吕内蒙人口变化图示

布吕内蒙于2022年1月1日时的人口数量为711人。